# Steroidreceptorer
Steroidreceptorer är en grupp receptorer som har steroidhormoner som ligander. Först när dessa hormoner fäster vid receptorer i kroppens celler utövar de sin påverkan.
Liksom andra receptorer är steroidhormonerna proteiner, närmare bestämt har de zinkfingerprotein som transkriptionsfaktor. När steroidhormonerna fäster vid dessa receptorer förändrar de genuttrycket på cellen, positivt eller negativt. De finns i cellkärnan och cytoplasman, och räknas därför till klassen kärnreceptorer. För att hormonet ska nå receptorn måste den alltså ta sig in i själva cellen.
Flera steroidreceptorer har påträffats, men de kan grovt indelas i två grupper:
- 3-hydroxysteroider, som binder östradiol och östron till sig (östrogenreceptorer)
- 3-ketosteroider, som binder till sig dihydrotestosteron, aldosteron, kortisol, kortikosteron, progesteron och testosteron. Till denna grupp hör alltså androgena receptorer, progesteronreceptorer, glukokortikoidreceptorer och mineralkortikoidreceptorer.

Steroidhormonerna är bildade av kolesterol och därför lipofila. Det antas att de tar sig in i målcellerna genom enkel diffusion, och att de sedan binder till ett proteinkomplex av chaperoner och steroidreceptorer. Receptorerna förändras när liganden fäster. När liganden och receptorn verkar, samspelar de med kromatin och coaktivatorer.
Steroidreceptorerna liknar sköldkörtelhormonreceptorer och receptorerna för vitamin A.